# Breiðafell (berg i Island, lat 65,61, long -23,29)
Breiðafell är ett berg i republiken Island. Det ligger i regionen Västfjordarna, 180 km norr om huvudstaden Reykjavík. Toppen på Breiðafell är 747 meter över havet.
Trakten runt Breiðafell är nära nog obefolkad, med mindre än två invånare per kvadratkilometer. Närmaste större samhälle är Bíldudalur, omkring 16 kilometer nordväst om Breiðafell. Trakten runt Breiðafell består i huvudsak av gräsmarker.